# Kanton Besançon-3
Kanton Besançon-3 (francouzsky Canton de Besançon-3) je francouzský kanton v departementu Doubs v regionu Burgundsko-Franche-Comté. Tvoří ho pět obcí. Zřízen byl po reformě kantonů 2014.

## Obce kantonu
- Les Auxons
- Besançon (část)
- Châtillon-le-Duc
- Miserey-Salines
- Tallenay